# ۱۱۹۰ (خورشیدی)
۱۱۹۰ هزار و صد و نودمین سال هجری خورشیدی است.

## رویدادها
- عباس میرزا به توصیهٔ قائم مقام فراهانی، دو تن را برای آموختن نقاشی و پزشکی به انگلستان فرستاد.